# Camponotus cuneidorsus
Camponotus cuneidorsus es una especie de hormiga del género Camponotus, tribu Camponotini. Fue descrita científicamente por Emery en 1920.
Se distribuye por Costa Rica, Ecuador, Guatemala, Honduras, México, Nicaragua, Panamá y Perú. Se ha encontrado a elevaciones de hasta 1960 metros. Vive en microhábitats como la vegetación baja y nidos.